# Herbert Rosendorfer
Herbert Rosendorfer (ur. 19 lutego 1934 w Bolzano, zm. 20 września 2012 w Eppan an der Weinstraße) – pisarz, kompozytor i prawnik austriacki pochodzący z Tyrolu Południowego. 

## Życiorys
Od 1939 roku mieszkał w Monachium, gdzie także studiował (początkowo malarstwo, następnie prawo). Od 1967 roku pracował jako sędzia w Monachium i Naumburgu a od 1990 roku wykładał literaturę bawarską na monachijskim Uniwersytecie Ludwika i Maksymiliana. Początkowo publikował opowiadania w czasopismach, a w 1966 wydał w Szwajcarii pierwszą książkę pt. Szklany klosz (niem. Die Glasglocke). Napisał kilkadziesiąt powieści i zbiorów opowiadań. Jest też autorem scenariuszy filmów telewizyjnych (także odcinków seriali), sztuk teatralnych, biografii, drobnych form literackich. Skomponował również kilka libretto operowych. Za swoją twórczość otrzymał wiele nagród. Po przejściu na emeryturę w 1997 wrócił na stałe do Tyrolu Południowego. 

## Ważniejsze nagrody
- 1993 – Deutscher Science Fiction Preis
- 1999 – Nagroda im. Jeana Paula
- 2000 – Deutscher Fantasy Preis

## Twórczość
W Polsce ukazały się następujące książki: 
- Budowniczy ruin (Der Ruinenbaumeister), Państwowy Instytut Wydawniczy, 1972.
- Stefania i tamto życie (Stephanie und das vorige Leben), Czytelnik, 1980. ISBN 83-07-00198-6
- Wielkie solo Antona L. (Großes Solo für Anton), Czytelnik, 1989. ISBN 83-07-01646-0
- Cierpienia Ballmanna... (Ballmanns Leiden oder Lehrbuch für Konkursrecht), Przedświt, 1992. ISBN 83-85081-49-6
- Listy w chińską przeszłość[a] (Briefe in die chinesische Vergangenheit), Instytut Wydawniczy PAX, 2008. ISBN 978-83-211-1810-9